# Rhinolophus acuminatus
Rhinolophus acuminatus — вид рукокрилих родини Підковикові (Rhinolophidae).

## Поширення
Країни проживання: Камбоджа, Індонезія, Лаос, Малайзія, М'янма, Таїланд, В'єтнам. Вид харчується в первинних і вторинних лісах, а також бамбукових заростях. 

## Загрози та охорона
Немає серйозних загроз для даного виду. Мешкає в охоронних територіях.